# 빅토르 부트

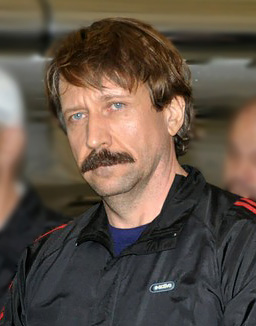
빅토르 부트

빅토르 아나톨리예비치 부트(러시아어: Ви́ктор Анато́льевич Бут, 1967년 1월 13일 ~ )는 러시아의 무기거래상이자 전직 국가보안위원회 요원으로 죽음의 상인이란 별명으로 알려져 있다.

## 생애
소련 타지크 SSR 두샨베에서 출생. 민족적으로는 우크라이나계이지만 소련 붕괴 이후 러시아 연방 국적을 취득했다.
전직 국가보안위원회 장교 출신으로 앙골라에서 근무했으며 거기서 무기 밀매와 석유에 개입하기 시작한 부트는 아랍에미리트의 샤르자나 불가리아의 부르가스 등지의 한적한 공항에서 자신이 소유한 화물항공사 에어 세스나 센트아프리칸 등을 통해 이란과 라이베리아, 앙골라, 시에라리온, 이라크, 세르비아 같은 위험한 시장에 무기를 실어날랐다.
1990년대에 관리들의 주목을 받기 시작했다가 당시에는 휴전 협정이 깨진 후 서아프리카 반군에게 무기를 공급하고 있는 것으로 의심받았던 그는 라이베리아의 쫓겨난 독재자 찰스 테일러의 공식 무기공급책이자 오사마 빈 라덴의 주요 무기공급책으로도 알려졌다. 보고서들에 따르면 그는 간판회사들과 화물항공사(에어라인 트랜스포트, 에어 웨스트, 트랜스아비아 익스포트)들을 통해 이라크에서도 활동했다고 했다. 2009년 12월 태국에 기착한 조지아 국적 화물기에 적재된 북한의 무기와 그가 관련있는 것으로도 알려졌으나 사실 무근인 것으로 밝혀졌다.
그는 콜롬비아 반군 단체인 콜롬비아 무장혁명군(FARC)과 140억원짜리 무기 거래 계약을 체결하기 위해 태국으로 들어갔으나 이는 미국 마약단속국이 파놓은 함정이었고 결국 2008년 3월 8일 태국의 수도 방콕에 있는 한 호텔에서 마약단속국과 태국 경찰에 체포되어 일단 수감되었다. 여러 나라가 그에 대한 사법권을 행사하기 위해 논란을 벌였으나 결국 2010년 8월 20일 태국 법원은 그를 미국으로 추방하라는 판결을 내렸고  미국으로 추방된 후 2012년 4월 징역 25년형을 선고받아 복역하다가 10년 만인 2022년 12월 8일, 동년 2월 러시아에서 마약 밀수 혐의로 체포된 브리트니 그라이너와 죄수 교환으로 미국에 의해 석방되었다.

## 대중매체에서
- 2005년에 개봉한 영화 《로드 오브 워》에서 니콜라스 케이지가 맡아 연기한 주인공 유리 오를로프는 부분적으로 빅토르 부트를 모델로 한 것이라고 전해진다.

## 참고자료
- Baer, Robert, Sleeping With the Devil: How Washington Sold Our Soul for Saudi Crude, Crown, 2003
(곽인찬 역, 악마와의 동침: 워싱턴과 사우디 왕가의 추악한 거래, 도서출판 중심, 2004, pp.59-60)